# The Time Machine (1960)
The Time Machine (soms ook wel H.G. Wells' The Time Machine genoemd) is een Amerikaanse sciencefictionfilm uit 1960 geregisseerd door George Pal met in de hoofdrollen Rod Taylor en Yvette Mimieux.
Het scenario is gebaseerd op het verhaal De Tijdmachine van H. G. Wells uit 1895.
De film was een groot succes in de bioscopen en bracht 1.610.000 dollar op in de VS en 1.000.000 daarbuiten.  Het budget bedroeg 750.000 dollar. De speciale effecten van de film werd in 1961 bekroond met een Oscar.

## Verhaal
In de film heet de tijdreiziger, die in het boek nooit bij naam wordt genoemd, George. Hij woont in het Londen van 1899. Samen met zijn vrienden David Filby en Dr. Philip Hillyer bespreekt hij het concept van een vierde dimensie waarlangs men zich door de tijd kan verplaatsen. Hij toont hen een kleine machine die volgens hem werkelijk door de tijd kan reizen. De machine verdwijnt spoorloos na te zijn geactiveerd. De anderen doen het echter af als een goedkope truc, en vertrekken.
Wat ze echter niet weten is dat George reeds een grotere versie van de machine heeft gebouwd, die 1 man door de tijd kan sturen. Hij besluit hem die avond nog uit te testen. Zijn eerste stop is 13 september 1917. Daar ontmoet hij de zoon van David Filby, James Filby. Hij vertelt George dat zijn vader is omgekomen in de Eerste Wereldoorlog. George reist vervolgens vooruit naar 19 juni 1940, waar hij de Tweede Wereldoorlog aanschouwt. Vervolgens reist hij naar 18 augustus 1966. Hier wordt hij geconfronteerd door een nu oude James Filby. Hij waarschuwt George dat er een nucleaire oorlog is uitgebroken tussen Amerika en de Sovjet-Unie, en dat iedereen een schuilplaats zoekt. Op dat moment klinkt er een explosie en stroomt er lava de straat in. George start snel zijn machine en kan nog net op tijd wegkomen voor de lava hem verbrandt. De lava koelt nu echter af en vormt een massief blok steen rond de machine. Derhalve is George gedwongen verder vooruit te reizen naar een punt in de toekomst waar de steen op natuurlijke wijze is vergaan.
Uiteindelijk stopt hij op 12 oktober 802.701. Hier wordt hij begroet door een ras van mensachtigen die zichzelf de Eloi noemen. Tot Georges afschuw blijken deze Eloi geen overheid of wetten te hebben, en ook vrijwel niets van de oorspronkelijke menselijke nieuwsgierigheid. De enige Eloi die interesse toont in de tijdreiziger is een vrouw genaamd Weena. George is van plan verontwaardigd weer te vertrekken naar zijn eigen tijd, maar ontdekt dat zijn machine weg is.
Weena neemt George mee naar een klein museum, waar informatie te zien is over een eeuwenlange nucleaire oorlog. Na deze oorlog is de mensheid opgesplitst in twee groepen: zij die besloten de schuilkelders te verlaten en zij die kozen om in de schuilkelders te blijven. De mensen die de kelders verlieten zijn nu de Eloi, terwijl de mensen die ondergronds bleven zijn geëvolueerd tot een ras van beestachtige humanoïden genaamd Morlocks. Ze kunnen niet langer tegen daglicht en vertonen zich daarom enkel ’s nachts. Volgens Weena hebben zij Georges machine meegenomen.
Die nacht vertelt George Weena iets over zijn verleden. Een Morlock valt hen aan, maar George kan hem verjagen. De volgende dag, wanneer George de Morlocks nader wil onderzoeken, klinkt er opeens een sirene. Als in trance lopen Weena en de andere Eloi richting een oud gebouw om te schuilen voor een niet bestaande aanval. Eenmaal in het gebouw sluiten de deuren en zit de groep opgesloten.
George klimt via een luchtgat in de grond naar beneden, en belandt in een kunstmatige grot. Daar
vindt hij menselijke skeletten, en beseft dat de Morlock de Eloi als voedsel gebruiken. Wetend dat ze bang zijn voor licht gebruikt George lucifers om de Morlocks op afstand te houden. George vindt de gevangen Eloi, en bevrijdt hen. Samen steken ze al het brandbare materiaal in de grot in brand om de Morlocks te verjagen. George leidt de Eloi door de luchtgaten terug naar boven, waarna ze de grot in laten storten.
George vindt eindelijk zijn machine, en maakt zich klaar voor vertrek. Net op het moment dat hij vertrekt, grijpt een Morlock zijn machine vast. George reist af naar de toekomst, zodat de Morlock die zijn machine vasthoudt ouder wordt en tot stof vergaat. Vervolgens reist George terug naar 5 januari 1900 om zijn verhaal aan zijn vrienden te vertellen. Alleen Filby gelooft hem.
Nadat Georges vrienden zijn vertrokken, haast Filby zich naar de kelder van het huis. Hij is echter te laat, George is alweer vertrokken. Zijn huishoudster, Mrs. Watchett, vertelt Filby dat George enkel drie boeken mee heeft genomen op zijn reis. Op de vraag of ze hem ooit nog terug zullen zien weten ze geen van beiden een antwoord.

## Rolverdeling
| Acteur          | Personage                |
| --------------- | ------------------------ |
| Rod Taylor      | George                   |
| Alan Young      | David Filby/James Filby  |
| Yvette Mimieux  | Weena                    |
| Sebastian Cabot | Dr. Philip Hillyer       |
| Tom Helmore     | Anthony Bridewell        |
| Whit Bissell    | Walter Kemp              |
| Doris Lloyd     | Mrs. Watchett            |
| Paul Frees      | stem van de museumringen |

## Productie

### Voorgeschiedenis
Pal stond al lange tijd bekend om zijn werk op het gebied van animatie. In de jaren veertig kreeg hij maar liefst zeven nominaties voor een Oscar voor zijn verschillende puppetoonfilms (korte films met poppen) 1944 kreeg hij zelfs een ere-Oscar voor deze films. Ook sciencefiction had zijn interesse en in 1953 scoorde hij een hitfilm met  een verfilming  van H.G. Wells' boek The War of the Worlds. Deze film werd ook gezien door Frank Wells, de zoon van H.G. Wells. Frank zag in George Pal de man die ook The Time Machine zou kunnen verfilmen en samen met Pal ging hij naar Paramount, die War of the Worlds had geproduceerd.  Deze filmmaatschappij wilde zich echter niet wagen aan zijn scenario van The Time Machine, dus ging hij naar Engeland naar de Britse MGM studio. Hier had Pal nog prettige herinneringen aan de tijd dat hij Tom Thumb daar verfilmde. Pal was nog altijd goed bevriend met het hoofd van de Britse MGM studio Matthew Raymond. Raymond zag wel iets in het plan om The Time Machine te verfilmen en stelde een budget ter beschikking.

### Scenario
George Pal had al sinds mei 1955 met scenarist David Duncan aan het scenario voor The Time Machine gewerkt. Duncan en Pal bleven trouw aan het verhaal van Wells maar wijzigden wel een aantal zaken. De naamloze tijdreiziger uit het verhaal, kreeg  in het scenario een naam: ‘George’. (Op de tijdmachine die in de film is te zien zit ook een plaatje met daarop, vervaardigd door H. George Wells). Verder lieten de scenaristen het cynische commentaar van Wells op de Britse klassenmaatschappij weg. Veel critici zien de onderverdeling van de toekomstige wereld in de monsterlijke Morlocks en de lieflijk uitziende Eloi ook als Wells’ commentaar op die klassenmaatschappij. De arbeidende klasse zou ondergronds zijn gegaan en de welvarende rijke klasse zou blijven participeren op de arbeiders. Het cynisme komt naar voren als blijkt dat de Morlocks de lieve Eloi opeten. Wat Pal en Duncan ook aanpasten was de reis naar de toekomst. In de film worden drie stops gemaakt: 1917, 1940 en 1966 (waarbij de scenaristen het voordeel hadden dat zij, anders dan Wells in 1895, hoe de wereld er in 1917 en 1940 uit zou zien. In het verhaal van Wells maakt de tijdreiziger meer stops, zoals in een toekomst waar hij wordt bedreigd door gigantische krabben en 7 miljoen jaar in toekomst waar het leven alleen nog lijkt te bestaan uit zwarte amorfe levensvormen. De rest van het verhaal blijft echter gehandhaafd. De tijdreiziger komt aan in de toekomst in het jaar 802.701 en bemerkt dat de wereld is verdeeld in twee volkeren, de vrolijke maar passieve Eloi en de nijvere maar kannibalistische Morlocks die onder de grond leven.

### Acteurs
Producent Sol Siegel werkte samen met George Pal aan de opzet van de productie. Er was gelijk een groot probleem, het budget. Er was zo weinig geld beschikbaar dat men de wensen danig moest terugschroeven. Pal wilde namelijk de rol van de tijdreiziger laten invullen door een oudere, meer ervaren acteur en dacht daarbij aan Paul Scofield, Michael Rennie of James Mason. Maar hij had niet genoeg budget om deze acteurs te betalen. Uiteindelijk huurde hij de nog betrekkelijk onbekende Australiër Rod Taylor in. Bijkomend voordeel van de keuze voor een jongere acteur was dat Taylor beter om kon gaan met de atletische aspecten van de rol.  Taylor stelde voor om de jonge actrice Shirley Knight in te huren voor de rol van Weena, maar Pal vond Knight niet geschikt. In plaats daarvan koos hij voor de piepjonge actrice Yvette Mimieux. De zeventienjarige Mimieux stond bij MGM onder contract, maar de studio had haar net laten weten dat ze het contract niet wilden verlengen. De film zou goed voor de actrice uitpakken, door het grote succes kreeg Mimieux een nieuw contract en werden een van de sterren van MGM.

### Speciale effecten
George Pal begreep als geen ander dat het succes van The Time Machine grotendeels afhankelijk zou zijn van de speciale effecten. Een belangrijk onderdeel van die effecten was de tijdmachine zelf. De artdirector van MGM Bill Ferrari ontwikkelde de machine voor de film. De machine die hij ontwikkelde werd later ook gebruikt in Time Tripper, The Wizard of Speed and Time en Gremlins. Ferrari ging bij het basisontwerp uit van de slee, het favoriete vervoermiddel uit de jeugd van George Pall, met als onderliggende gedachte dat de tijdreiziger ‘door de tijd zou glijden’ . In het boek “The films of George Pal” herinnert Pal zich dat Ferrari vervolgens de slee ging aankleden. Hij begon met een kappersstoel. Een stoel zoals die door kappers werd gebruikt rond 1900. Vervolgens bedacht hij de controle-instrumenten voorop de machine, waarna er iets gevonden moest worden om de leegte op te vangen die achter de kappersstoel was en ook iets dat de beweging moest suggereren. Ferrari kwam op het idee om een groot wiel, een soort rad daar neer te zitten. Zo ontstond beetje bij beetje het nu iconische beeld van de tijdmachine. Na de filmproductie werd het verkleinde model van de tijdmachine door George Pal meegenomen. Jaren later ging het verloren bij een brand. Het grote model werd in 1971 op een veilig verkocht, waarna het terechtkwam in een uitdragerij. In 1976 kocht filmhistoricus Bob Burns de tijdmachine van deze winkel voor 1000 dollar en begon aan de restauratie. Omdat voor close-up-opnamen de kappersstoel en het controlepaneel waren verwijderd, moesten deze onderdelen vervangen worden.  
In samenwerking met de cinematograaf van de film Paul Vogel werd door George Pal een lichtschema uitgedacht om het tijdreizen te verbeelden. Voor de daglichtopnamen werd een filter met heldere gel gebruikt, een paarse gel voor de dageraad, een amberkleurige voor de schemering en een blauwe gel voor de nachtscènes. De opnames werd gesynchroniseerd met een zes meter brede cirkelvormige sluiter die op verschillende snelheden kon draaien om zo de beweging van de zon te stimuleren door bijvoorbeeld het dak van de kas. Vogel gebruikt ook mattes (schilderijen op glas die een deel van de cameralens afdekken) en verschillende achtergronden die dubbel werden geprint over de beelden van Rod Taylor in zijn tijdmachine.
In de scènes waar de vulkaan uitbarst en de lava door de straten stoomt, gebruikte de mensen van de special effecten een mengsel van havermoutpap met rood en oranje gekleurd voedsel. Het mengsel overdekt langzaam de set en ook een aparte miniatuurset.
De Morlocks vormden een aparte uitdaging. In het verhaal worden ze omschreven als kale mensen met een intens bleke huid, maar Pal vond dat te weinig overtuigend. Samen met William Turtle die de filmmake-up deed bedacht Pal een groene huid gemaakt van latex en de grote maskers met de oplichtende ogen.

### Opnamen
Er werd gefilmd tussen 25 mei en 30 juni 1959 en George Pal had gelijk problemen met Yvette Mimieux. De actrice pas in januari zeventien geworden en mocht eigenlijk nog niet hele draaidagen meedoen. Ze had daarnaast nauwelijks ervaring op een filmset en moest nog veel leren. Pal had maling aan de beperking die Mimieux had vanwege haar leeftijd en liet haar gewoon met de rest van de acteurs meedoen. Tot zijn genoegen zag hij hoe de actrice tijdens de opnamen groeide en steeds beter ging acteren. Aan het einde van de draaiperiode besloot hij zelfs enige opnamen uit het begin over te doen met een beter spelende Mimieux.   Alle opnamen werden gemaakt in de studio van Culver City in Californië.

## Vervolg
Na het succes van de film in de bioscopen had George Pal plannen voor een vervolg. Een van de mogelijkheden was het idee om de tijdreiziger en Weena verder de toekomst in te sturen, naar de wereld van de krabben. Hij leverde diverse scenario's in bij MGM, maar die werden geweigerd.
In 1993 kreeg de film een vervolg in de vorm van een film/documentaire getiteld Time Machine: The Journey Back, geregisseerd door Clyde Lucas. In de film vertelt acteur Michael J. Fox over zijn ervaring met tijdreizen naar aanleiding van de filmcyclus Back to the Future terwijl Rod Taylor, Alan Young en Whit Bissell  te zien zijn in hun originele rollen in een deel van de film geschreven David Duncan, de originele scenarist van de film.

## Invloed

### Time after Time
In Time After Time uit 1979 speelt Malcolm Dowell de rol van H. G. Wells. Zijn tijdmachine wordt gestolen door Jack the Ripper en Wells achtervolgt de moordenaar naar het San Francisco van de jaren zeventig.  Nicholas Meyer regisseerde de film en naast McDowell speelde Mary Steenbergen de hoofdrol.

### The Time Machine (2002)
In 2002 maakte de achterkleinzoon van H.G. Wells, Simon Wells een nieuwe versie van The Time Machine met Guy Pearce en Mark Addy in de hoofdrollen

### Parodie
In "The Nerdvana Annihilation", een aflevering van de tv-serie The Big Bang Theory koopt een van de hoofdrolspelers een replica van de originele tijdmachine uit de film in de verwachting dat het om een miniatuur gaat. Het blijkt echter te gaan om een model op ware grootte. In een droomscène ziet een van de hoofdrolspelers zich ook bedreigd door Morlocks in hun originele uitrusting uit de film.

## Prijzen en nominaties
- In 1961 won The Time Machine een Oscar voor beste visuele effecten.
- Datzelfde jaar werd de film genomineerd voor een Hugo Award voor Best Dramatic Presentation.